# Luis H. Álvarez
Luis Héctor Álvarez Álvarez (Camargo, Chihuahua; 25 de octubre de 1919-León, Guanajuato; 18 de mayo de 2016) fue un empresario y político mexicano, miembro del Partido Acción Nacional. Fue candidato a la Presidencia de México en 1958, presidente municipal de Chihuahua, presidente de su partido y consejero para la Atención a Grupos Vulnerables en el gobierno de Felipe Calderón.

## Biografía

### Primeros años
Luis Héctor Álvarez nació el 29 de octubre de 1919 en la ciudad de Santa Rosalía de Camargo en el estado de Chihuahua siendo el segundo de nueve hijos de la pareja conformada por Tomás Álvarez Valenzuela y Josefina Álvarez y Álvarez. Luis realizó sus primeros estudios en su natal Camargo para posteriormente mudarse junto a su familia a la ciudad de Chihuahua y continuar en el Instituto Regional de Chihuahua y finalizarlos en la Escuela Número 26 de Ciudad Juárez ante una segunda emigración de su familia.
La secundaria la llevó a cabo en El Paso, Texas, y después se fue a estudiar administración de empresas a la Universidad de Texas en Austin y la maestría en ingeniería en el Instituto de Tecnología de Massachusetts sin llegar a obtener el título. Fua durante su estancia en la Universidad de Austin que conoció a quien sería su esposa, Blanca Magrassi Scagno con quien se casó el 6 de enero de 1945 y con quien procrearía a sus hijos Luis Jorge y Blanca Estela. 
Álvarez también fue director general de la Compañía Industrial Río Bravo, presidente de la Cámara de Comercio de Chihuahua en 1954, vicepresidente del comité local de la Cruz Roja de Ciudad Juárez y protesorero del club Rotario Campestre de Ciudad Juárez, entre otras actividades sociales. Luis Héctor Álvarez se dedicó durante gran parte de su vida a la industria textil.

### Carrera política
Álvarez se acercó a mediados de los años 50 al Partido Acción Nacional en Ciudad Juárez, asistiendo ocasionalmente a reuniones y asambleas propias del partido. En una de estas asambleas, el 8 de abril de 1956 en la ciudad de Chihuahua, Álvarez fue elegido candidato del PAN a la gubernatura de Chihuahua para las elecciones de ese mismo año, a pesar de no ser un militante activo del partido a invitación personal de Manuel Gómez Morin luego de que Antonio Chavira estuviera imposibilitado a ser candidato. Finalmente, Álvarez perdió la elección contra el candidato del Partido Revolucionario Institucional, Teófilo Borunda.
Dos años después, en 1958, fue candidato a la Presidencia de la República frente a Adolfo López Mateos, siendo nuevamente derrotado.
Los siguientes años se dedicó mayormente a las actividades empresariales, hasta iniciarse la década de los 80, cuando volvió a la actividad política. En 1982 fue candidato a Senador por Chihuahua en fórmula con Guillermo Prieto Luján, resultando perdedor. Hacía 1983 fue elegido Presidente Municipal de Chihuahua, en los históricos comicios de 1983, siendo el primero de oposición. Desde ese cargo encabezó una lucha constante con los gobiernos estatal y federal, a los que acusaba de no entregarle recursos y participaciones legales. Estos hechos lo llevaron a una huelga de hambre de 40 días, en los que protestó además contra el fraude electoral llevado a cabo en las elecciones de 1986.

### Presidente nacional del PAN
En 1987 fue elegido Presidente Nacional de PAN y en 1990 reelegido. Su actuación al frente del partido es muy discutida. Sus partidarios destacan que en su mandato se dio el gran despegue del PAN, que había sido el eterno partido de oposición pero que no hacía nada más que unas tímidas protestas contra el régimen. En cambio, sus partidarios argumentan que durante la primera parte de su mandato el PAN realizó grandes protestas contra los supuestos fraudes electorales (contra la voluntad de su antecesor en la presidencia Pablo Emilio Madero, que no estaba de acuerdo con las protestas) y comenzó a ganar elecciones. Sus detractores lo acusaban de haber olvidado la doctrina del partido, haberlo abierto y entregado a los neopanistas (Manuel Clouthier, Vicente Fox, Francisco Barrio Terrazas y Ernesto Ruffo Appel) y sobre todo de haberse aliado y otorgado respaldo y legitimidad al gobierno de Carlos Salinas de Gortari, quien era acusado de no haber ganado legítimamente las elecciones. Esto llevó a una fractura en el interior del partido que terminó con la salida de varios dirigentes históricos agrupados en el llamado "foro doctrinario", como Pablo Emilio Madero, Jesús González Schmal, José González Torres y Bernardo Bátiz. Fue durante su periodo que conocieron los primeros triunfos electorales a gubernaturas: en Baja California y Chihuahua, y mediante negociaciones, en Guanajuato.
Al terminar su gestión al frente del partido, fue electo Senador por el Estado de Chihuahua de 1994 a 2000, periodo durante el cual fue miembro de la Comisión de Concordia y Pacificación en Chiapas, que estaba encargada de coadyuvar en las negociaciones de paz entre el Gobierno Federal y el Ejército Zapatista de Liberación Nacional.
El 27 de octubre de 2010 el Senado de México, en reconocimiento a su lucha en contra de las desigualdades del país,[cita requerida] le otorgó la Medalla Belisario Domínguez.

### Cargos federales
En 2000, el presidente Vicente Fox lo designó Coordinador para el Diálogo para la Paz en Chiapas; existen fotografías de su reunión con el subcomandante Marcos dirigente del EZLN.[cita requerida]
El 15 de diciembre de 2006, el presidente Felipe Calderón lo nombró Comisionado para el Desarrollo de los Pueblos Indígenas, hasta el 23 de diciembre de 2009, en que lo nombró consejero para la Atención a Grupos Vulnerables, siendo efectivo su nombramiento a partir del 1 de enero de 2010.
El 17 de febrero de 2010, el presidente Felipe Calderón lo designó como su representante en Ciudad Juárez junto al Secretario de la Reforma Agraria, Abelardo Escobar Prieto, y el coordinador de asesores Antonio Vivanco Casamadrid, para coordinar las estrategias de desarrollo social frente a la crisis de inseguridad en dicha ciudad.
Falleció el 18 de mayo de 2016, a los 96 años de edad, en la ciudad de León, Guanajuato.